# Jake Sullivan
Jake Sullivan, född 28 november 1976 i Burlington i USA, är en amerikansk jurist. Mellan 2021 och 2025 tjänstgjorde han som Nationell säkerhetsrådgivare till USA:s president Joe Biden. Han har en juristexamen från Yales universitet och har haft flera höga rådgivarroller i demokratiska presidentadministrationer. 

## Biografi
Sullivan föddes i Burlington, Vermont i USA och har irländskt påbrå. Han är uppvuxen i Minneapolis, Minnesota. Han har studerat internationell politik och statsvetenskap i Yale, samt internationella relationer vid Oxfords universitet. År 2003 tog han juristexamen vid Yale Law School. Han är gift med Margaret Vivian Goodlander, en underrättelseofficer i amerikanska flottans reserv.

## Karriär

### Tidig karriär
Efter examen började Sullivan arbeta som notarie för Guido Calabresi, domare vid United States Court of Appeals for the Second Circuit, och därefter började han notarietjänstgöra för Stephen Breyer, domare i USA:s högsta domstol. Han återvände sedan till Minneapolis för att undervisa som adjungerad professor vid University of St. Thomas School of Law. Han arbetade sedan som rådgivare åt den demokratiska senatorn Amy Klobuchar, som introducerade honom till Hillary Clinton.

### Obamaadministrationen
Under de amerikanska primärvalen 2008 var Sullivan rådgivare åt Hillary Clinton, för att sedan bli rådgivare åt den blivande presidenten Barack Obama under det efterföljande valet. När Obama blivit vald och Clinton blivit utnämnd till USA:s utrikesminister blev Sullivan hennes biträdande stabschef samt policyplaneringsdirektör. Han arbetade även som USA:s vicepresident Joe Bidens nationella säkerhetsrådgivare.

### Presidentvalet 2016
Sullivan var utrikesrådgivare åt Clinton under presidentvalet 2016, och uppges ha varit den enda som vid upprepade tillfällen föreslagit att Clinton bör spendera mer tid i vågmästarstaterna i Mellanvästra USA. Clintons överraskande förlust i dessa delstater anses ha varit en nyckelfaktor bakom hennes förlust till den blivande presidenten Donald Trump. Efter nederlaget arbetade Sullivan som rådgivare åt flera storföretag, inklusive Microsoft.

### Bidenadministrationen

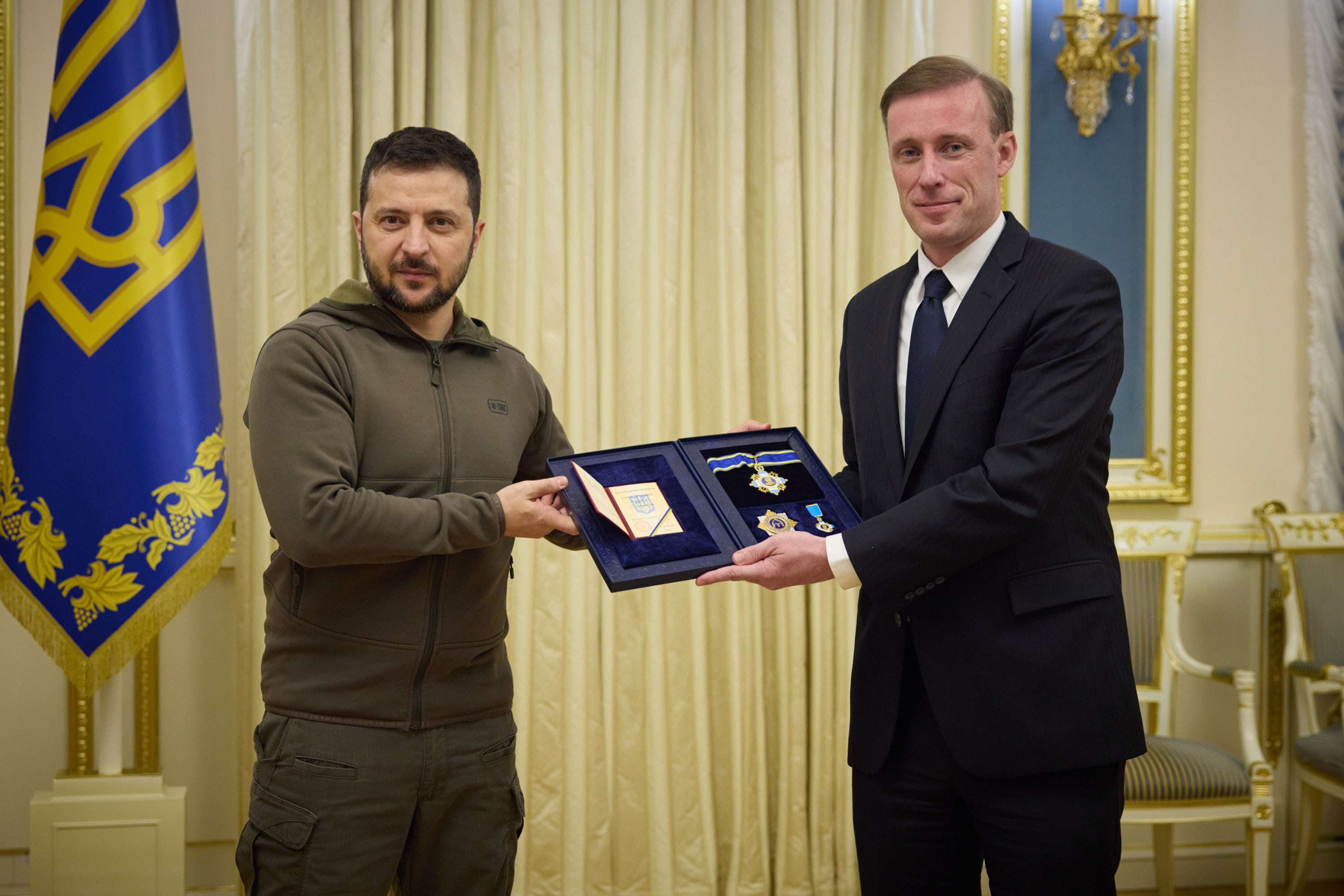
Sullivan med den ukrainske presidenten Volodymyr Zelenskyj.

När Biden valdes till president utnämnde han Sullivan till sin nationella säkerhetsrådgivare. Sullivan sade då att de prioriterade frågorna för administrationen var coronapandemin, relationerna med Kina, samt att reparera de skador som han ansåg Trumpadministrationen hade åsamkat relationerna med USA:s allierade. Hans tid som säkerhetsrådgivare kom att bli utmanande för den amerikanska utrikespolitiken. 
År 2021 evakuerade USA sina styrkor från Afghanistan, vilket markerade slutet för den tjugo år långa amerikanska interventionen i landet, och resulterade i att Kabuls föll i talibanernas händer under dramatiska former. Sullivan sade då att trots USA:s stora ansträngningar kunde man aldrig ge de afghanska styrkorna viljan att strida, och att det var de som valde att "inte strida för Kabul, och att inte strida för landet".
I februari 2022 varnade Sullivan för att en rysk invasion av Ukraina var nära förestående, vilken också inleddes månaden senare. 
Den 2 oktober 2023 sade Sullivan att Bidenadministrationen lyckats "de-eskalera krisen i Gaza". Fem dagar senare, 7 oktober, genomförde Hamas en av historiens dödligaste terrorattacker, med cirka 1 200 israeler döda som följd. Detta ledde till att USA ånyo drogs in i en konflikt i Mellanöstern, på grund av det efterföljande kriget mellan Hamas och Israel.
Sullivan efterträddes 2025 på posten av Michael Waltz.